# Lepanthes nigriscapa
Lepanthes nigriscapa är en orkidéart som beskrevs av Richard Evans Schultes och Lawrence S. Dillon. Lepanthes nigriscapa ingår i släktet Lepanthes och familjen orkidéer. Inga underarter finns listade i Catalogue of Life.